# Марлер, Тэрин
Тэ́рин Натали́ Ма́рлер (англ. Taryn Natalie Marler; 1 сентября 1988, Брисбен, Квинсленд, Австралия) — австралийская актриса.

## Биография
Тэрин Натали Марлер родилась 1 сентября 1988 года в Брисбене (штат Квинсленд, Австралия).

## Карьера
Тэрин сыграла в 4-х фильмах и телесериалах в период 2006—2010 годов.
Марлер наиболее известна ролями Джулии/Софи Бенджамин из телесериала H2O: Просто добавь воды, в котором она снималась в 2008—2010 годах.

## Избранная фильмография
| Год       |   | Русское название        | Оригинальное название | Роль                    |
| --------- | - | ----------------------- | --------------------- | ----------------------- |
| 2008—2010 | с | H2O: Просто добавь воды | H2O: Just Add Water   | Джулия / Софи Бенджамин |